# Šid
Šid (en  alfabeto cirílico serbio : Шид; en eslovaco: Šíd) es un municipio y villa de Serbia perteneciente al distrito de Sirmia de la provincia autónoma de Voivodina.
En 2011 su población era de 34 188 habitantes, de los cuales 14 893 vivían en la villa y el resto en las 18 pedanías del municipio. La mayoría de la población se compone de serbios (26 646 habitantes), con minorías de eslovacos (2136 habitantes), croatas (1748 habitantes) y rusinos (1027 habitantes).
Se ubica en la frontera con Croacia, a medio camino entre Sremska Mitrovica y Vinkovci.

## Personas notables
- Sava Šumanović, es considerado uno de los pintores serbios más importantes del siglo XX.[5]
- Branislav Ivanović, capitán de la selección de fútbol de Serbia.

## Pedanías
- Adaševci
- Batrovci
- Bačinci
- Berkasovo
- Bikić Do
- Bingula
- Vašica
- Višnjićevo
- Gibarac
- Erdevik
- Ilinci
- Jamena
- Kukujevci
- Ljuba
- Molovin
- Morović
- Privina Glava
- Sot